# DSA-224
La DSA-224 es una carretera perteneciente a la Red Secundaria de la Diputación Provincial de Salamanca que une la  DSA-223  con la localidad de Barbalos.

## Origen y Destino
La carretera  DSA-224  tiene su origen en Barbalos en la intersección con la carretera  DSA-223 , y termina en el casco urbano de Barbalos, formando parte de la Red de carreteras de Salamanca.